# Rosenberg Trio
A Rosenberg Trio holland, szinti szvinget játszó jazztrió, tagjai: Stochelo Rosenberg (szólógitár), Nous'che Rosenberg (ritmusgitár) és Nonnie Rosenberg (bőgő). Első lemezük 1989-ben jelent meg Seresta címmel. A zenekart a legendás Django Reinhardt inspirálta, és saját dalaik is vannak.

## Diszkográfia
- Seresta (1989)
- Gipsy Summer (1991)
- Impressions (1992)
- Live at the North Sea Jazz Festival (1993)
- Caravan (1995)
- Gipsy Swing (1996)
- Noches Calientes (1998)
- Deine Küsse sind süsser (Rosenberg Trio és Herman van Veen, 1999)
- élégance (2000)
- Sueños Gitanos (2001)
- Live in Samois (2003)
- Double Jeu (Romane-vel, 2004)
- Ready ´n able (Mozes Rosenberggel, 2005)
- Roots (Rosenberg Trio, 2007)
- Tribute to Stéphane Grappelli (2008)